# Výsledky Mistrovství Evropy ve vzpírání 2008
Podrobné výsledky Mistrovství Evropy ve vzpírání 2008:

## Muži

### Do 56 kg

#### Trh
| Pořadí | Závodník                 | Stát      | Těl. hm. [kg] | 1. pok. [kg] | 2. pok. [kg] | 3. pok. [kg] | Výsledek [kg] |
| ------ | ------------------------ | --------- | ------------- | ------------ | ------------ | ------------ | ------------- |
| 1.     | Halil Mutlu              | Turecko   | 55,92         | 120          | 120          | 120          | 120           |
|        | Igor Bour                | Moldavsko | 55,78         | 118          | 118          | 118          | 118           |
| 2.     | Tom Goegebuer            | Belgie    | 55,91         | 111          | 111          | 115          | 111           |
| 3.     | Igor Grabucea            | Moldavsko | 55,73         | 110          | 110          | 112          | 110           |
| 4.     | Eric Bonnel              | Francie   | 55,96         | 105          | 108          | 110          | 108           |
| 5.     | Francisco Javier Guirado | Španělsko | 55,18         | 95           | 102          | 106          | 106           |
| 6.     | Vladimir Urumov          | Bulharsko | 55,69         | 106          | 109          | 109          | 106           |
| 7.     | Iván Hernández           | Španělsko | 55,88         | 93           | 98           | 101          | 101           |
| 8.     | Vito Dellino             | Itálie    | 55,91         | 100          | 105          | 105          | 100           |
|        | …                        |           |               |              |              |              |               |
| 11.    | Petr Stanislav           | Česko     | 55,89         | 85           | 85           | 88           | 88            |

#### Nadhoz
| Pořadí | Závodník                 | Stát      | Těl. hm. [kg] | 1. pok. [kg] | 2. pok. [kg] | 3. pok. [kg] | Výsledek [kg] |
| ------ | ------------------------ | --------- | ------------- | ------------ | ------------ | ------------ | ------------- |
|        | Igor Bour                | Moldavsko | 55,78         | 148          | 151          | 151          | 151           |
| 1.     | Halil Mutlu              | Turecko   | 55,92         | 149          | 149          | 151          | 149           |
| 2.     | Vito Dellino             | Itálie    | 55,91         | 135          | 135          | 135          | 135           |
| 3.     | Vladimir Urumov          | Bulharsko | 55,69         | 133          | 138          | 138          | 133           |
| 4.     | Tom Goegebuer            | Belgie    | 55,91         | 133          | 138          | 138          | 133           |
| 5.     | Eric Bonnel              | Francie   | 55,96         | 125          | 130          | 135          | 135           |
| 6.     | Ádám Róbert              | Maďarsko  | 55,93         | 123          | 128          | 132          | 128           |
| 7.     | Francisco Javier Guirado | Španělsko | 55,18         | 115          | 121          | 124          | 121           |
| 8.     | Iván Hernández           | Španělsko | 55,88         | 115          | 120          | 120          | 120           |
|        | …                        |           |               |              |              |              |               |
| 11.    | Petr Stanislav           | Česko     | 55,89         | 106          | 110          | 110          | 110           |

#### Dvojboj
| Pořadí | Závodník                 | Stát      | Těl. hm. [kg] | Trh [kg] | Nadhoz [kg] | Dvojboj [kg] |
| ------ | ------------------------ | --------- | ------------- | -------- | ----------- | ------------ |
|        | Igor Bour                | Moldavsko | 55,78         | 118      | 151         | 269          |
| 1.     | Halil Mutlu              | Turecko   | 55,92         | 120      | 149         | 269          |
| 2.     | Tom Goegebuer            | Belgie    | 55,91         | 111      | 133         | 244          |
| 3.     | Vladimir Urumov          | Bulharsko | 55,69         | 106      | 133         | 239          |
| 4.     | Eric Bonnel              | Francie   | 55,96         | 108      | 130         | 238          |
| 5.     | Vito Dellino             | Itálie    | 55,91         | 100      | 135         | 235          |
| 6.     | Ádám Róbert              | Maďarsko  | 55,93         | 100      | 128         | 228          |
| 7.     | Francisco Javier Guirado | Španělsko | 55,18         | 106      | 121         | 227          |
| 8.     | Iván Hernández           | Španělsko | 55,88         | 101      | 120         | 221          |
|        | …                        |           |               |          |             |              |
| 11.    | Petr Stanislav           | Česko     | 55,89         | 88       | 110         | 198          |

### Do 62 kg

#### Trh
| Pořadí | Závodník            | Stát        | Těl. hm. [kg] | 1. pok. [kg] | 2. pok. [kg] | 3. pok. [kg] | Výsledek [kg] |
| ------ | ------------------- | ----------- | ------------- | ------------ | ------------ | ------------ | ------------- |
| 1.     | Erol Bilgin         | Turecko     | 61,97         | 130          | 135          | 137          | 135           |
| 2.     | Sergej Petrosjan    | Rusko       | 62,00         | 130          | 135          | 137          | 135           |
|        | Vladimir Popov      | Moldavsko   | 61,83         | 125          | 128          | 130          | 130           |
| 3.     | Sardar Hasanov      | Ázerbájdžán | 61,82         | 125          | 130          | 130          | 125           |
| 4.     | Stefan Georgiev     | Bulharsko   | 61,89         | 123          | 126          | 126          | 123           |
| 5.     | Matam Samson Ndicka | Francie     | 61,97         | 122          | 122          | 122          | 122           |
| 6.     | Oleg Sîrghi         | Moldavsko   | 61,31         | 118          | 120          | 124          | 120           |
| 7.     | Zulfugar Suleymanov | Ázerbájdžán | 61,88         | 119          | 119          | 123          | 119           |
| 8.     | Petr Slabý          | Česko       | 61,63         | 102          | 107          | 107          | 107           |
|        | …                   |             |               |              |              |              |               |
| 11.    | Petr Petrov         | Česko       | 61,51         | 98           | 101          | 103          | 103           |

#### Nadhoz
| Pořadí | Závodník            | Stát        | Těl. hm. [kg] | 1. pok. [kg] | 2. pok. [kg] | 3. pok. [kg] | Výsledek [kg] |
| ------ | ------------------- | ----------- | ------------- | ------------ | ------------ | ------------ | ------------- |
| 1.     | Sergej Petrosjan    | Rusko       | 62,00         | 160          | 165          | 167          | 167           |
| 2.     | Erol Bilgin         | Turecko     | 61,97         | 160          | 165          | 165          | 160           |
| 3.     | Zulfugar Suleymanov | Ázerbájdžán | 61,88         | 155          | 158          | 160          | 158           |
| 4.     | Stefan Georgiev     | Bulharsko   | 61,89         | 149          | 155          | 162          | 155           |
|        | Vladimir Popov      | Moldavsko   | 61,83         | 154          | 154          | 157          | 154           |
| 5.     | Sardar Hasanov      | Ázerbájdžán | 61,82         | 150          | 150          | 150          | 150           |
| 6.     | Matam Samson Ndicka | Francie     | 61,97         | 150          | 154          | 154          | 150           |
| 7.     | Petr Slabý          | Česko       | 61,63         | 133          | 137          | 140          | 137           |
| 8.     | Massimiliano Rubino | Itálie      | 61,70         | 135          | 140          | 140          | 135           |
|        | …                   |             |               |              |              |              |               |
| 12.    | Petr Petrov         | Česko       | 61,51         | 118          | 123          | 123          | 123           |

#### Dvojboj
| Pořadí | Závodník            | Stát        | Těl. hm. [kg] | Trh [kg] | Nadhoz [kg] | Dvojboj [kg] |
| ------ | ------------------- | ----------- | ------------- | -------- | ----------- | ------------ |
| 1.     | Sergej Petrosjan    | Rusko       | 62,00         | 135      | 167         | 302          |
| 2.     | Erol Bilgin         | Turecko     | 61,97         | 135      | 160         | 295          |
|        | Vladimir Popov      | Moldavsko   | 61,83         | 130      | 154         | 284          |
| 3.     | Stefan Georgiev     | Bulharsko   | 61,89         | 123      | 155         | 278          |
| 4.     | Zulfugar Suleymanov | Ázerbájdžán | 61,88         | 119      | 158         | 277          |
| 5.     | Sardar Hasanov      | Ázerbájdžán | 61,82         | 125      | 150         | 275          |
| 6.     | Matam Samson Ndicka | Francie     | 61,97         | 122      | 150         | 272          |
| 7.     | Petr Slabý          | Česko       | 61,63         | 107      | 137         | 244          |
| 8.     | Massimiliano Rubino | Itálie      | 61,70         | 105      | 135         | 240          |
|        | …                   |             |               |          |             |              |
| 12.    | Petr Petrov         | Česko       | 61,51         | 103      | 123         | 226          |

### Do 69 kg

#### Trh
| Pořadí | Závodník           | Stát        | Těl. hm. [kg] | 1. pok. [kg] | 2. pok. [kg] | 3. pok. [kg] | Výsledek [kg] |
| ------ | ------------------ | ----------- | ------------- | ------------ | ------------ | ------------ | ------------- |
| 1.     | Tigran Martirosjan | Arménie     | 68,88         | 150          | 155          | 158          | 158           |
| 2.     | Demir Demirev      | Bulharsko   | 68,67         | 146          | 146          | 148          | 146           |
| 3.     | Turan Mirzayev     | Ázerbájdžán | 68,89         | 142          | 146          | 148          | 146           |
| 4.     | Vencelas Dabaya    | Francie     | 68,58         | 145          | 148          | 148          | 145           |
| 5.     | Alexandru Dudoglo  | Moldavsko   | 68,65         | 145          | 145          | 149          | 145           |
| 6.     | Gert Trasha        | Albánie     | 68,45         | 137          | 140          | 140          | 140           |
| 7.     | Mechmed Fikretov   | Bulharsko   | 68,74         | 136          | 139          | 140          | 140           |
| 8.     | Alexandru Roşu     | Rumunsko    | 69,00         | 133          | 133          | 137          | 137           |
|        | …                  |             |               |              |              |              |               |
| 22.    | Radim Kozel        | Česko       | 68,62         | 123          | 127          | 127          | 123           |

#### Nadhoz
| Pořadí | Závodník            | Stát        | Těl. hm. [kg] | 1. pok. [kg] | 2. pok. [kg] | 3. pok. [kg] | Výsledek [kg] |
| ------ | ------------------- | ----------- | ------------- | ------------ | ------------ | ------------ | ------------- |
| 1.     | Vencelas Dabaya     | Francie     | 68,58         | 182          | 185          | 188          | 188           |
| 2.     | Tigran Martirosjan  | Arménie     | 68,88         | 182          | 185          | 188          | 188           |
| 3.     | Mechmed Fikretov    | Bulharsko   | 68,74         | 175          | 180          | 181          | 175           |
| 4.     | Afgan Bayramov      | Ázerbájdžán | 68,13         | 173          | 173          | 173          | 173           |
| 5.     | Dimítrios Minasídis | Kypr        | 68,23         | 160          | 165          | 170          | 170           |
| 6.     | Alexandru Roşu      | Rumunsko    | 69,00         | 167          | 170          | 175          | 170           |
| 7.     | Alexandru Dudoglo   | Moldavsko   | 68,65         | 168          | 172          | 175          | 168           |
| 8.     | Ekrem Celil         | Turecko     | 68,99         | 163          | 168          | 171          | 168           |
|        | …                   |             |               |              |              |              |               |
| 22.    | Radim Kozel         | Česko       | 68,62         | 142          | 147          | 149          | 147           |

#### Dvojboj
| Pořadí | Závodník            | Stát        | Těl. hm. [kg] | Trh [kg] | Nadhoz [kg] | Dvojboj [kg] |
| ------ | ------------------- | ----------- | ------------- | -------- | ----------- | ------------ |
| 1.     | Tigran Martirosjan  | Arménie     | 68,88         | 158      | 188         | 346          |
| 2.     | Vencelas Dabaya     | Francie     | 68,58         | 145      | 188         | 333          |
| 3.     | Mechmed Fikretov    | Bulharsko   | 68,74         | 140      | 175         | 315          |
| 4.     | Alexandru Dudoglo   | Moldavsko   | 68,65         | 145      | 168         | 313          |
| 5.     | Afgan Bayramov      | Ázerbájdžán | 68,13         | 136      | 173         | 309          |
| 6.     | Alexandru Roşu      | Rumunsko    | 69,00         | 137      | 170         | 307          |
| 7.     | Dimítrios Minasídis | Kypr        | 68,23         | 135      | 170         | 305          |
| 8.     | Gert Trasha         | Albánie     | 68,45         | 140      | 164         | 304          |
|        | …                   |             |               |          |             |              |
| 21.    | Radim Kozel         | Česko       | 68,62         | 123      | 147         | 270          |

### Do 77 kg

#### Trh
| Pořadí | Závodník          | Stát      | Těl. hm. [kg] | 1. pok. [kg] | 2. pok. [kg] | 3. pok. [kg] | Výsledek [kg] |
| ------ | ----------------- | --------- | ------------- | ------------ | ------------ | ------------ | ------------- |
| 1.     | Ara Chačatrjan    | Arménie   | 76,78         | 160          | 165          | 165          | 165           |
| 2.     | Oleg Perepečenov  | Rusko     | 76,86         | 158          | 161          | 164          | 164           |
| 3.     | Alexej Jufkin     | Rusko     | 76,64         | 155          | 155          | 158          | 155           |
| 4.     | Giovanni Bardis   | Francie   | 76,87         | 150          | 155          | 160          | 155           |
| 5.     | Erkand Qerimaj    | Albánie   | 76,88         | 155          | 155          | 155          | 155           |
| 6.     | René Hoch         | Německo   | 76,58         | 150          | 152          | 152          | 152           |
| 7.     | Viktor Gumán      | Slovensko | 76,84         | 145          | 145          | 152          | 152           |
| 8.     | Sebastian Dogariu | Rumunsko  | 76,69         | 147          | 147          | 147          | 147           |

#### Nadhoz
| Pořadí | Závodník           | Stát        | Těl. hm. [kg] | 1. pok. [kg] | 2. pok. [kg] | 3. pok. [kg] | Výsledek [kg] |
| ------ | ------------------ | ----------- | ------------- | ------------ | ------------ | ------------ | ------------- |
| 1.     | Alexej Jufkin      | Rusko       | 76,64         | 190          | 196          | 200          | 200           |
| 2.     | Oleg Perepečenov   | Rusko       | 76,86         | 193          | 198          | 201          | 198           |
| 3.     | Ara Chačatrjan     | Arménie     | 76,78         | 191          | 196          | 198          | 196           |
| 4.     | Piotr Chruściewicz | Polsko      | 76,94         | 186          | 189          | 193          | 193           |
| 5.     | Erkand Qerimaj     | Albánie     | 76,88         | 185          | 190          | 196          | 190           |
| 6.     | Sebastian Dogariu  | Rumunsko    | 76,69         | 180          | 180          | 185          | 180           |
| 7.     | Giovanni Bardis    | Francie     | 76,87         | 175          | 180          | 180          | 180           |
| 8.     | Namig Jamilov      | Ázerbájdžán | 77,00         | 180          | 180          | 185          | 180           |

#### Dvojboj
| Pořadí | Závodník           | Stát     | Těl. hm. [kg] | Trh [kg] | Nadhoz [kg] | Dvojboj [kg] |
| ------ | ------------------ | -------- | ------------- | -------- | ----------- | ------------ |
| 1.     | Oleg Perepečenov   | Rusko    | 76,86         | 164      | 198         | 362          |
| 2.     | Ara Chačatrjan     | Arménie  | 76,78         | 165      | 196         | 361          |
| 3.     | Alexej Jufkin      | Rusko    | 76,64         | 155      | 200         | 355          |
| 4.     | Erkand Qerimaj     | Albánie  | 76,88         | 155      | 190         | 345          |
| 5.     | Giovanni Bardis    | Francie  | 76,87         | 155      | 180         | 335          |
| 6.     | Piotr Chruściewicz | Polsko   | 76,94         | 140      | 193         | 333          |
| 7.     | Sebastian Dogariu  | Rumunsko | 76,69         | 147      | 180         | 327          |
| 8.     | János Baranyai     | Maďarsko | 76,81         | 147      | 178         | 325          |

### Do 85 kg

#### Trh
| Pořadí | Závodník              | Stát        | Těl. hm. [kg] | 1. pok. [kg] | 2. pok. [kg] | 3. pok. [kg] | Výsledek [kg] |
| ------ | --------------------- | ----------- | ------------- | ------------ | ------------ | ------------ | ------------- |
| 1.     | Tigran V. Martirosjan | Arménie     | 83,57         | 168          | 168          | 172          | 172           |
| 2.     | Vasilij Polovnikov    | Rusko       | 84,68         | 168          | 171          | 171          | 168           |
| 3.     | İzzet İnce            | Turecko     | 84,45         | 163          | 166          | 167          | 167           |
| 4.     | Georgi Markov         | Bulharsko   | 84,61         | 163          | 163          | 167          | 167           |
| 5.     | Ondrej Kutlík         | Slovensko   | 84,69         | 150          | 153          | 160          | 160           |
| 6.     | Benjamin Hennequin    | Francie     | 84,78         | 155          | 155          | 160          | 160           |
| 7.     | Intigam Zairov        | Ázerbájdžán | 84,43         | 157          | 157          | 160          | 157           |
| 8.     | Mikalaj Novikau       | Bělorusko   | 83,51         | 150          | 155          | 160          | 155           |

#### Nadhoz
| Pořadí | Závodník              | Stát        | Těl. hm. [kg] | 1. pok. [kg] | 2. pok. [kg] | 3. pok. [kg] | Výsledek [kg] |
| ------ | --------------------- | ----------- | ------------- | ------------ | ------------ | ------------ | ------------- |
| 1.     | Tigran V. Martirosjan | Arménie     | 83,57         | 200          | 205          | ---          | 205           |
| 2.     | Vasilij Polovnikov    | Rusko       | 84,68         | 200          | 205          | 210          | 205           |
| 3.     | Benjamin Hennequin    | Francie     | 84,78         | 193          | 197          | 200          | 200           |
| 4.     | Ondrej Kutlík         | Slovensko   | 84,69         | 191          | 196          | 199          | 199           |
| 5.     | Georgi Markov         | Bulharsko   | 84,61         | 191          | 194          | 195          | 195           |
| 6.     | Intigam Zairov        | Ázerbájdžán | 84,43         | 190          | 193          | 196          | 193           |
| 7.     | İzzet İnce            | Turecko     | 84,45         | 191          | 194          | 194          | 191           |
| 8.     | Konstjantyn Selivanov | Ukrajina    | 84,86         | 190          | 194          | 195          | 190           |

#### Dvojboj
| Pořadí | Závodník              | Stát        | Těl. hm. [kg] | Trh [kg] | Nadhoz [kg] | Dvojboj [kg] |
| ------ | --------------------- | ----------- | ------------- | -------- | ----------- | ------------ |
| 1.     | Tigran V. Martirosjan | Arménie     | 83,57         | 172      | 205         | 377          |
| 2.     | Vasilij Polovnikov    | Rusko       | 84,68         | 168      | 205         | 373          |
| 3.     | Georgi Markov         | Bulharsko   | 84,61         | 167      | 195         | 362          |
| 4.     | Benjamin Hennequin    | Francie     | 84,78         | 160      | 200         | 360          |
| 5.     | Ondrej Kutlík         | Slovensko   | 84,69         | 160      | 199         | 359          |
| 6.     | İzzet İnce            | Turecko     | 84,45         | 167      | 191         | 358          |
| 7.     | Intigam Zairov        | Ázerbájdžán | 84,43         | 157      | 193         | 350          |
| 8.     | Artūras Skavičius     | Litva       | 84,39         | 152      | 190         | 342          |

### Do 94 kg

#### Trh
| Pořadí | Závodník            | Stát        | Těl. hm. [kg] | 1. pok. [kg] | 2. pok. [kg] | 3. pok. [kg] | Výsledek [kg] |
| ------ | ------------------- | ----------- | ------------- | ------------ | ------------ | ------------ | ------------- |
| 1.     | Szymon Kołecki      | Polsko      | 93,77         | 173          | 173          | 177          | 177           |
| 2.     | Edgar Gevorgjan     | Arménie     | 90,84         | 170          | 170          | 176          | 176           |
| 3.     | Muchamat Sozajev    | Rusko       | 93,09         | 170          | 174          | 174          | 174           |
| 4.     | Andrej Děmanov      | Rusko       | 93,67         | 172          | 172          | 172          | 172           |
| 5.     | Konstjantyn Pilijev | Ukrajina    | 93,88         | 165          | 168          | 170          | 170           |
| 6.     | Makalaj Patocki     | Bělorusko   | 93,96         | 163          | 170          | 173          | 170           |
| 7.     | José Navarro        | Španělsko   | 93,51         | 160          | 160          | 165          | 165           |
| 8.     | Alibay Samadov      | Ázerbájdžán | 93,90         | 160          | 165          | 165          | 160           |

#### Nadhoz
| Pořadí | Závodník            | Stát        | Těl. hm. [kg] | 1. pok. [kg] | 2. pok. [kg] | 3. pok. [kg] | Výsledek [kg] |
| ------ | ------------------- | ----------- | ------------- | ------------ | ------------ | ------------ | ------------- |
| 1.     | Szymon Kołecki      | Polsko      | 93,77         | 220          | 220          | 226          | 220           |
| 2.     | Andrej Děmanov      | Rusko       | 93,67         | 208          | 213          | 220          | 213           |
| 3.     | Konstjantyn Pilijev | Ukrajina    | 93,88         | 207          | 212          | 216          | 212           |
| 4.     | Muchamat Sozajev    | Rusko       | 93,09         | 205          | 210          | 214          | 210           |
| 5.     | José Navarro        | Španělsko   | 93,51         | 190          | 200          | 205          | 205           |
| 6.     | Hakan Yılmaz        | Turecko     | 93,75         | 205          | 212          | 212          | 205           |
| 7.     | Alibay Samadov      | Ázerbájdžán | 93,90         | 200          | 200          | 200          | 200           |
| 8.     | Rovshan Fatullayev  | Ázerbájdžán | 93,27         | 190          | 197          | 201          | 197           |

#### Dvojboj
| Pořadí | Závodník            | Stát        | Těl. hm. [kg] | Trh [kg] | Nadhoz [kg] | Dvojboj [kg] |
| ------ | ------------------- | ----------- | ------------- | -------- | ----------- | ------------ |
| 1.     | Szymon Kołecki      | Polsko      | 93,77         | 177      | 220         | 397          |
| 2.     | Andrej Děmanov      | Rusko       | 93,67         | 172      | 213         | 385          |
| 3.     | Muchamat Sozajev    | Rusko       | 93,09         | 174      | 210         | 384          |
| 4.     | Konstjantyn Pilijev | Ukrajina    | 93,88         | 170      | 212         | 382          |
| 5.     | Edgar Gevorgjan     | Arménie     | 90,84         | 176      | 195         | 371          |
| 6.     | José Navarro        | Španělsko   | 93,51         | 165      | 205         | 370          |
| 7.     | Makalaj Patocki     | Bělorusko   | 93,96         | 170      | 192         | 362          |
| 8.     | Alibay Samadov      | Ázerbájdžán | 93,90         | 160      | 200         | 360          |

### Do 105 kg

#### Trh
| Pořadí | Závodník            | Stát      | Těl. hm. [kg] | 1. pok. [kg] | 2. pok. [kg] | 3. pok. [kg] | Výsledek [kg] |
| ------ | ------------------- | --------- | ------------- | ------------ | ------------ | ------------ | ------------- |
| 1.     | Dmitrij Berestov    | Rusko     | 104,89        | 190          | 190          | 190          | 190           |
| 2.     | Ramūnas Vyšniauskas | Litva     | 104,57        | 180          | 185          | 185          | 185           |
| 3.     | Martin Tešovič      | Slovensko | 104,40        | 180          | 180          | 186          | 180           |
| 4.     | Robert Dołęga       | Polsko    | 104,25        | 175          | 177          | 179          | 177           |
| 5.     | Arkadiusz Białek    | Polsko    | 105,00        | 170          | 176          | 178          | 176           |
| 6.     | Oleksij Torochtij   | Ukrajina  | 104,86        | 170          | 170          | 175          | 175           |
| 7.     | Jörg Mazur          | Německo   | 104,57        | 173          | 178          | 178          | 173           |
| 8.     | Artur Babajan       | Arménie   | 104,20        | 165          | 171          | 171          | 171           |
| 9.     | Libor Wälzer        | Česko     | 104,98        | 155          | 160          | 165          | 165           |
|        | …                   |           |               |              |              |              |               |
| 14.    | Jiří Orság          | Česko     | 104,56        | 153          | 157          | 157          | 153           |

#### Nadhoz
| Pořadí | Závodník            | Stát      | Těl. hm. [kg] | 1. pok. [kg] | 2. pok. [kg] | 3. pok. [kg] | Výsledek [kg] |
| ------ | ------------------- | --------- | ------------- | ------------ | ------------ | ------------ | ------------- |
| 1.     | Ramūnas Vyšniauskas | Litva     | 104,57        | 220          | 220          | 220          | 220           |
| 2.     | Oleksij Torochtij   | Ukrajina  | 104,86        | 210          | 217          | 220          | 220           |
| 3.     | Dmitrij Berestov    | Rusko     | 104,89        | 220          | 220          | 220          | 220           |
| 4.     | Robert Dołęga       | Polsko    | 104,25        | 212          | 218          | 221          | 218           |
| 5.     | Martin Tešovič      | Slovensko | 104,40        | 215          | 220          | 220          | 215           |
| 6.     | Arkadiusz Białek    | Polsko    | 105,00        | 205          | 210          | 210          | 205           |
| 7.     | Modestas Šimkus     | Litva     | 104,07        | 200          | 200          | 205          | 200           |
| 8.     | Jörg Mazur          | Německo   | 104,57        | 200          | 200          | 215          | 200           |
|        | …                   |           |               |              |              |              |               |
| 10.    | Libor Wälzer        | Česko     | 104,98        | 188          | 188          | 188          | 188           |
| 13.    | Jiří Orság          | Česko     | 104,56        | 187          | 193          | 193          | 187           |

#### Dvojboj
| Pořadí | Závodník            | Stát      | Těl. hm. [kg] | Trh [kg] | Nadhoz [kg] | Dvojboj [kg] |
| ------ | ------------------- | --------- | ------------- | -------- | ----------- | ------------ |
| 1.     | Dmitrij Berestov    | Rusko     | 104,89        | 190      | 220         | 410          |
| 2.     | Ramūnas Vyšniauskas | Litva     | 104,57        | 185      | 220         | 405          |
| 3.     | Robert Dołęga       | Polsko    | 104,25        | 177      | 218         | 395          |
| 4.     | Martin Tešovič      | Slovensko | 104,40        | 180      | 215         | 395          |
| 5.     | Oleksij Torochtij   | Ukrajina  | 104,86        | 175      | 220         | 395          |
| 6.     | Arkadiusz Białek    | Polsko    | 105,00        | 176      | 205         | 381          |
| 7.     | Jörg Mazur          | Německo   | 104,57        | 173      | 200         | 373          |
| 8.     | Modestas Šimkus     | Litva     | 104,07        | 160      | 200         | 360          |
| 9.     | Libor Wälzer        | Česko     | 104,98        | 165      | 188         | 353          |
|        | …                   |           |               |          |             |              |
| 12.    | Jiří Orság          | Česko     | 104,56        | 153      | 187         | 340          |

### Nad 105 kg

#### Trh
| Pořadí | Závodník           | Stát      | Těl. hm. [kg] | 1. pok. [kg] | 2. pok. [kg] | 3. pok. [kg] | Výsledek [kg] |
| ------ | ------------------ | --------- | ------------- | ------------ | ------------ | ------------ | ------------- |
| 1.     | Matthias Steiner   | Německo   | 140,94        | 173          | 173          | 177          | 177           |
| 2.     | Ihor Šymečko       | Ukrajina  | 126,68        | 170          | 170          | 176          | 176           |
| 3.     | Jevgenij Čigišev   | Rusko     | 124,09        | 170          | 174          | 174          | 174           |
| 4.     | Viktors Ščerbatihs | Lotyšsko  | 144,25        | 172          | 172          | 172          | 172           |
| 5.     | Veličko Čolakov    | Bulharsko | 169,11        | 165          | 168          | 170          | 170           |
| 6.     | Grzegorz Kleszcz   | Polsko    | 132,87        | 163          | 170          | 173          | 170           |
| 7.     | Paweł Najdek       | Polsko    | 138,65        | 160          | 160          | 165          | 165           |
| 8.     | Almir Velagic      | Německo   | 130,48        | 160          | 165          | 165          | 160           |
|        | …                  |           |               |              |              |              |               |
| 13.    | Petr Sobotka       | Česko     | 155,76        | 150          | 157          | 162          | 162           |
| -      | Petr Hejda         | Česko     | 123,58        | 155          | 155          | 155          | ---           |

#### Nadhoz
| Pořadí | Závodník           | Stát      | Těl. hm. [kg] | 1. pok. [kg] | 2. pok. [kg] | 3. pok. [kg] | Výsledek [kg] |
| ------ | ------------------ | --------- | ------------- | ------------ | ------------ | ------------ | ------------- |
| 1.     | Viktors Ščerbatihs | Lotyšsko  | 144,25        | 238          | 247          | 252          | 252           |
| 2.     | Jevgenij Čigišev   | Rusko     | 124,09        | 235          | 240          | 247          | 247           |
| 3.     | Matthias Steiner   | Německo   | 140,94        | 233          | 240          | 246          | 246           |
| 4.     | Veličko Čolakov    | Bulharsko | 169,11        | 232          | 242          | 246          | 242           |
| 5.     | Grzegorz Kleszcz   | Polsko    | 132,87        | 230          | 237          | 237          | 230           |
| 6.     | Paweł Najdek       | Polsko    | 138,65        | 227          | 234          | 235          | 227           |
| 7.     | Almir Velagic      | Německo   | 130,48        | 215          | 222          | 229          | 222           |
| 8.     | Ihor Šymečko       | Ukrajina  | 126,68        | 210          | 218          | 222          | 218           |
|        | …                  |           |               |              |              |              |               |
| 12.    | Petr Sobotka       | Česko     | 155,76        | 190          | 196          | 201          | 201           |
| -      | Petr Hejda         | Česko     | 123,58        | ---          | ---          | ---          | ---           |

#### Dvojboj
| Pořadí | Závodník           | Stát      | Těl. hm. [kg] | Trh [kg] | Nadhoz [kg] | Dvojboj [kg] |
| ------ | ------------------ | --------- | ------------- | -------- | ----------- | ------------ |
| 1.     | Viktors Ščerbatihs | Lotyšsko  | 144,25        | 195      | 252         | 447          |
| 2.     | Matthias Steiner   | Německo   | 140,94        | 200      | 246         | 446          |
| 3.     | Jevgenij Čigišev   | Rusko     | 124,09        | 195      | 247         | 442          |
| 4.     | Veličko Čolakov    | Bulharsko | 169,11        | 192      | 242         | 434          |
| 5.     | Grzegorz Kleszcz   | Polsko    | 132,87        | 185      | 230         | 415          |
| 6.     | Ihor Šymečko       | Ukrajina  | 126,68        | 196      | 218         | 414          |
| 7.     | Paweł Najdek       | Polsko    | 138,65        | 182      | 227         | 409          |
| 8.     | Almir Velagic      | Německo   | 130,48        | 180      | 222         | 402          |
|        | …                  |           |               |          |             |              |
| 12.    | Petr Sobotka       | Česko     | 155,76        | 162      | 201         | 363          |
| -      | Petr Hejda         | Česko     | 123,58        | ---      | ---         | ---          |

## Ženy

### Do 48 kg

#### Trh
| Pořadí | Závodník                  | Stát      | Těl. hm. [kg] | 1. pok. [kg] | 2. pok. [kg] | 3. pok. [kg] | Výsledek [kg] |
| ------ | ------------------------- | --------- | ------------- | ------------ | ------------ | ------------ | ------------- |
| 1.     | Genny Caterina Pagliarová | Itálie    | 47,48         | 83           | 86           | 88           | 88            |
| 2.     | Nurcan Taylanová          | Turecko   | 47,61         | 87           | 87           | 87           | 87            |
| 3.     | Sibel Özkanová            | Turecko   | 47,99         | 86           | 88           | 88           | 86            |
| 4.     | Mélanie Noëlová           | Francie   | 47,99         | 74           | 78           | 78           | 78            |
| 5.     | Marzena Karpińská         | Polsko    | 47,81         | 73           | 73           | 75           | 75            |
| 6.     | Shqiponja Guhacajová      | Albánie   | 47,94         | 70           | 75           | 80           | 75            |
| 7.     | Estefanía Juanová         | Španělsko | 47,90         | 73           | 76           | 76           | 73            |
| 8.     | Cristina Iovuová          | Moldavsko | 47,59         | 70           | 70           | 74           | 70            |

#### Nadhoz
| Pořadí | Závodník                  | Stát      | Těl. hm. [kg] | 1. pok. [kg] | 2. pok. [kg] | 3. pok. [kg] | Výsledek [kg] |
| ------ | ------------------------- | --------- | ------------- | ------------ | ------------ | ------------ | ------------- |
| 1.     | Sibel Özkanová            | Turecko   | 47,99         | 106          | 110          | 111          | 110           |
| 2.     | Nurcan Taylanová          | Turecko   | 47,61         | 105          | 109          | 109          | 109           |
| 3.     | Genny Caterina Pagliarová | Itálie    | 47,48         | 101          | 103          | 106          | 106           |
| 4.     | Mélanie Noëlová           | Francie   | 47,99         | 96           | 100          | 103          | 100           |
| 5.     | Cristina Iovuová          | Moldavsko | 47,59         | 91           | 94           | 96           | 96            |
| 6.     | Shqiponja Guhacajová      | Albánie   | 47,94         | 83           | 91           | 95           | 91            |
| 7.     | Marzena Karpińská         | Polsko    | 47,81         | 85           | 88           | 90           | 88            |
| 8.     | Anaïs Michelová           | Francie   | 47,81         | 82           | 84           | 87           | 87            |

#### Dvojboj
| Pořadí | Závodník                  | Stát      | Těl. hm. [kg] | Trh [kg] | Nadhoz [kg] | Dvojboj [kg] |
| ------ | ------------------------- | --------- | ------------- | -------- | ----------- | ------------ |
| 1.     | Nurcan Taylanová          | Turecko   | 47,61         | 87       | 109         | 196          |
| 2.     | Sibel Özkanová            | Turecko   | 47,99         | 86       | 110         | 196          |
| 3.     | Genny Caterina Pagliarová | Itálie    | 47,48         | 88       | 106         | 194          |
| 4.     | Mélanie Noëlová           | Francie   | 47,99         | 78       | 100         | 178          |
| 5.     | Cristina Iovuová          | Moldavsko | 47,59         | 70       | 96          | 166          |
| 6.     | Shqiponja Guhacajová      | Albánie   | 47,94         | 75       | 91          | 166          |
| 7.     | Marzena Karpińská         | Polsko    | 47,81         | 75       | 88          | 163          |
| 8.     | Anaïs Michelová           | Francie   | 47,81         | 65       | 87          | 152          |

### Do 53 kg

#### Trh
| Pořadí | Závodník              | Stát      | Těl. hm. [kg] | 1. pok. [kg] | 2. pok. [kg] | 3. pok. [kg] | Výsledek [kg] |
| ------ | --------------------- | --------- | ------------- | ------------ | ------------ | ------------ | ------------- |
| 1.     | Natalija Trocenková   | Ukrajina  | 52,60         | 84           | 86           | 88           | 88            |
| 2.     | María de la Puenteová | Španělsko | 52,60         | 83           | 86           | 88           | 86            |
| 3.     | Mărioara Munteanuová  | Rumunsko  | 52,95         | 81           | 84           | 86           | 86            |
| 4.     | Julia Rohdeová        | Německo   | 52,63         | 83           | 83           | 85           | 83            |
| 5.     | Julija Derkačová      | Ukrajina  | 52,97         | 78           | 78           | 81           | 81            |
| 6.     | Emine Bilginová       | Turecko   | 52,54         | 80           | 85           | 85           | 80            |
| 7.     | Virginie Andrieuxová  | Francie   | 52,58         | 76           | 79           | 81           | 79            |
| 8.     | Donka Minčevová       | Bulharsko | 51,44         | 72           | 75           | 77           | 77            |

#### Nadhoz
| Pořadí | Závodník              | Stát      | Těl. hm. [kg] | 1. pok. [kg] | 2. pok. [kg] | 3. pok. [kg] | Výsledek [kg] |
| ------ | --------------------- | --------- | ------------- | ------------ | ------------ | ------------ | ------------- |
| 1.     | Natalija Trocenková   | Ukrajina  | 52,60         | 102          | 105          | 109          | 109           |
| 2.     | Julia Rohdeová        | Německo   | 52,63         | 102          | 105          | 108          | 105           |
| 3.     | María de la Puenteová | Španělsko | 52,60         | 98           | 102          | 104          | 104           |
| 4.     | Mărioara Munteanuová  | Rumunsko  | 52,95         | 101          | 105          | 108          | 101           |
| 5.     | Donka Minčevová       | Bulharsko | 51,44         | 95           | 98           | 100          | 100           |
| 6.     | Liana Manukjanová     | Arménie   | 52,36         | 95           | 100          | 100          | 100           |
| 7.     | Emine Bilginová       | Turecko   | 52,54         | 100          | 100          | 105          | 100           |
| 8.     | Tehmina Karapetjanová | Arménie   | 52,58         | 95           | 99           | 102          | 99            |

#### Dvojboj
| Pořadí | Závodník              | Stát      | Těl. hm. [kg] | Trh [kg] | Nadhoz [kg] | Dvojboj [kg] |
| ------ | --------------------- | --------- | ------------- | -------- | ----------- | ------------ |
| 1.     | Natalija Trocenková   | Ukrajina  | 52,60         | 88       | 109         | 197          |
| 2.     | María de la Puenteová | Španělsko | 52,60         | 86       | 104         | 190          |
| 3.     | Julia Rohdeová        | Německo   | 52,63         | 83       | 105         | 188          |
| 4.     | Mărioara Munteanuová  | Rumunsko  | 52,95         | 86       | 101         | 187          |
| 5.     | Emine Bilginová       | Turecko   | 52,54         | 80       | 100         | 180          |
| 6.     | Donka Minčevová       | Bulharsko | 51,44         | 77       | 100         | 177          |
| 7.     | Liana Manukjanová     | Arménie   | 52,36         | 75       | 100         | 175          |
| 8.     | Virginie Andrieuxová  | Francie   | 52,58         | 79       | 96          | 175          |

### Do 58 kg

#### Trh
| Pořadí | Závodník              | Stát     | Těl. hm. [kg] | 1. pok. [kg] | 2. pok. [kg] | 3. pok. [kg] | Výsledek [kg] |
| ------ | --------------------- | -------- | ------------- | ------------ | ------------ | ------------ | ------------- |
| 1.     | Romela Begajová       | Albánie  | 57,39         | 95           | 98           | 101          | 101           |
| 2.     | Marieta Gotfrydová    | Polsko   | 57,63         | 90           | 94           | 97           | 94            |
| 3.     | Aleksandra Klejnowská | Polsko   | 57,10         | 88           | 91           | 93           | 91            |
| 4.     | Roxana Cocoşová       | Rumunsko | 57,84         | 81           | 85           | 89           | 89            |
| 5.     | Jelena Birškisová     | Rusko    | 57,77         | 80           | 85           | 88           | 85            |
| 6.     | Anna Goveljanová      | Arménie  | 55,44         | 80           | 84           | 86           | 84            |
| 7.     | Souad Doualová        | Francie  | 57,92         | 82           | 84           | 84           | 82            |
| 8.     | Sarah Blasniková      | Německo  | 57,10         | 76           | 79           | 81           | 81            |

#### Nadhoz
| Pořadí | Závodník              | Stát     | Těl. hm. [kg] | 1. pok. [kg] | 2. pok. [kg] | 3. pok. [kg] | Výsledek [kg] |
| ------ | --------------------- | -------- | ------------- | ------------ | ------------ | ------------ | ------------- |
| 1.     | Aleksandra Klejnowská | Polsko   | 57,10         | 115          | 121          | ---          | 121           |
| 2.     | Roxana Cocoşová       | Rumunsko | 57,84         | 111          | 116          | 120          | 120           |
| 3.     | Romela Begajová       | Albánie  | 57,39         | 111          | 111          | 115          | 111           |
| 4.     | Olga Sibetovová       | Rusko    | 57,28         | 100          | 105          | 110          | 110           |
| 5.     | Souad Doualová        | Francie  | 57,92         | 104          | 110          | 110          | 110           |
| 6.     | Jelena Birškisová     | Rusko    | 57,77         | 103          | 103          | 106          | 106           |
| 7.     | Szilvia Nagyová       | Maďarsko | 57,81         | 95           | 101          | 101          | 101           |
| 8.     | Anna Goveljanová      | Arménie  | 55,44         | 95           | 100          | 106          | 100           |

#### Dvojboj
| Pořadí | Závodník              | Stát     | Těl. hm. [kg] | Trh [kg] | Nadhoz [kg] | Dvojboj [kg] |
| ------ | --------------------- | -------- | ------------- | -------- | ----------- | ------------ |
| 1.     | Aleksandra Klejnowská | Polsko   | 57,10         | 91       | 121         | 212          |
| 2.     | Romela Begajová       | Albánie  | 57,39         | 101      | 111         | 212          |
| 3.     | Roxana Cocoşová       | Rumunsko | 57,84         | 89       | 120         | 209          |
| 4.     | Souad Doualová        | Francie  | 57,92         | 82       | 110         | 192          |
| 5.     | Jelena Birškisová     | Rusko    | 57,77         | 85       | 106         | 191          |
| 6.     | Olga Sibetovová       | Rusko    | 57,28         | 80       | 110         | 190          |
| 7.     | Anna Goveljanová      | Arménie  | 55,44         | 84       | 100         | 184          |
| 8.     | Sarah Blasniková      | Německo  | 57,10         | 81       | 99          | 180          |

### Do 63 kg

#### Trh
| Pořadí | Závodník           | Stát           | Těl. hm. [kg] | 1. pok. [kg] | 2. pok. [kg] | 3. pok. [kg] | Výsledek [kg] |
| ------ | ------------------ | -------------- | ------------- | ------------ | ------------ | ------------ | ------------- |
| 1.     | Meliné Deluzjanová | Arménie        | 62,59         | 105          | 107          | 109          | 107           |
| 2.     | Sibel Şimşeková    | Turecko        | 62,19         | 101          | 105          | 105          | 105           |
| 3.     | Ruth Kasiryeová    | Norsko         | 62,40         | 96           | 99           | 101          | 101           |
| 4.     | Tajsja Antonovová  | Rusko          | 62,96         | 101          | 101          | 105          | 101           |
| 5.     | Milka Manevová     | Bulharsko      | 62,33         | 95           | 98           | 100          | 100           |
| 6.     | Michaela Breezeová | Velká Británie | 62,46         | 96           | 99           | 101          | 99            |
| 7.     | Dominika Misterská | Polsko         | 61,81         | 90           | 93           | 93           | 93            |
| 8.     | Gergena Kirilovová | Bulharsko      | 62,69         | 87           | 90           | 93           | 90            |
|        | …                  |                |               |              |              |              |               |
| 10.    | Lenka Orságová     | Česko          | 62,50         | 88           | 88           | 91           | 88            |

#### Nadhoz
| Pořadí | Závodník           | Stát           | Těl. hm. [kg] | 1. pok. [kg] | 2. pok. [kg] | 3. pok. [kg] | Výsledek [kg] |
| ------ | ------------------ | -------------- | ------------- | ------------ | ------------ | ------------ | ------------- |
| 1.     | Meliné Deluzjanová | Arménie        | 62,59         | 122          | 128          | 131          | 128           |
| 2.     | Milka Manevová     | Bulharsko      | 62,33         | 120          | 123          | 124          | 123           |
| 3.     | Sibel Şimşeková    | Turecko        | 62,19         | 121          | 124          | 127          | 121           |
| 4.     | Ruth Kasiryeová    | Norsko         | 62,40         | 117          | 121          | 123          | 121           |
| 5.     | Michaela Breezeová | Velká Británie | 62,46         | 117          | 120          | 120          | 120           |
| 6.     | Tajsja Antonovová  | Rusko          | 62,96         | 118          | 118          | 118          | 118           |
| 7.     | Dominika Misterská | Polsko         | 61,81         | 110          | 113          | 115          | 115           |
| 8.     | Lenka Orságová     | Česko          | 62,50         | 110          | 113          | 115          | 115           |

#### Dvojboj
| Pořadí | Závodník           | Stát           | Těl. hm. [kg] | Trh [kg] | Nadhoz [kg] | Dvojboj [kg] |
| ------ | ------------------ | -------------- | ------------- | -------- | ----------- | ------------ |
| 1.     | Meliné Deluzjanová | Arménie        | 62,59         | 107      | 128         | 235          |
| 2.     | Sibel Şimşeková    | Turecko        | 62,19         | 105      | 121         | 226          |
| 3.     | Milka Manevová     | Bulharsko      | 62,33         | 100      | 123         | 223          |
| 4.     | Ruth Kasiryeová    | Norsko         | 62,40         | 101      | 121         | 222          |
| 5.     | Michaela Breezeová | Velká Británie | 62,46         | 99       | 120         | 219          |
| 6.     | Tajsja Antonovová  | Rusko          | 62,96         | 101      | 118         | 219          |
| 7.     | Dominika Misterská | Polsko         | 61,81         | 93       | 115         | 208          |
| 8.     | Lenka Orságová     | Česko          | 62,50         | 88       | 115         | 203          |

### Do 69 kg

#### Trh
| Pořadí | Závodník             | Stát      | Těl. hm. [kg] | 1. pok. [kg] | 2. pok. [kg] | 3. pok. [kg] | Výsledek [kg] |
| ------ | -------------------- | --------- | ------------- | ------------ | ------------ | ------------ | ------------- |
| 1.     | Nazik Avdaljanová    | Arménie   | 68,79         | 102          | 104          | 106          | 106           |
| 2.     | Taťána Matvejevová   | Rusko     | 68,80         | 98           | 101          | 103          | 103           |
| 3.     | Julija Artemovová    | Ukrajina  | 67,10         | 95           | 98           | 101          | 101           |
| 4.     | Madeleine Yamechiová | Francie   | 68,69         | 92           | 95           | 95           | 95            |
| 5.     | Slavejka Ružinská    | Bulharsko | 68,86         | 95           | 98           | 98           | 95            |
| 6.     | Mandy Wedowová       | Německo   | 68,82         | 89           | 92           | 94           | 94            |
| 7.     | Lucia Trojčáková     | Slovensko | 68,91         | 86           | 86           | 92           | 92            |
| 8.     | Anett Goppoldová     | Německo   | 67,67         | 88           | 90           | 91           | 91            |

#### Nadhoz
| Pořadí | Závodník                | Stát      | Těl. hm. [kg] | 1. pok. [kg] | 2. pok. [kg] | 3. pok. [kg] | Výsledek [kg] |
| ------ | ----------------------- | --------- | ------------- | ------------ | ------------ | ------------ | ------------- |
| 1.     | Nazik Avdaljanová       | Arménie   | 68,79         | 127          | 131          | 136          | 136           |
| 2.     | Taťána Matvejevová      | Rusko     | 68,80         | 125          | 131          | 136          | 136           |
| 3.     | Slavejka Ružinská       | Bulharsko | 68,86         | 120          | 124          | ---          | 124           |
| 4.     | Julija Artemovová       | Ukrajina  | 67,10         | 114          | 117          | 121          | 117           |
| 5.     | Anna Smosarská          | Polsko    | 65,91         | 110          | 113          | 115          | 115           |
| 6.     | Anett Goppoldová        | Německo   | 67,67         | 110          | 114          | 114          | 114           |
| 7.     | Madeleine Yamechiová    | Francie   | 68,69         | 113          | 120          | 120          | 113           |
| 8.     | Anja Evelin Jordalenová | Norsko    | 68,00         | 108          | 112          | 115          | 112           |

#### Dvojboj
| Pořadí | Závodník             | Stát      | Těl. hm. [kg] | Trh [kg] | Nadhoz [kg] | Dvojboj [kg] |
| ------ | -------------------- | --------- | ------------- | -------- | ----------- | ------------ |
| 1.     | Nazik Avdaljanová    | Arménie   | 68,79         | 106      | 136         | 242          |
| 2.     | Taťána Matvejevová   | Rusko     | 68,80         | 103      | 136         | 239          |
| 3.     | Slavejka Ružinská    | Bulharsko | 68,86         | 95       | 124         | 219          |
| 4.     | Julija Artemovová    | Ukrajina  | 67,10         | 101      | 117         | 218          |
| 5.     | Madeleine Yamechiová | Francie   | 68,69         | 95       | 113         | 208          |
| 6.     | Anett Goppoldová     | Německo   | 67,67         | 91       | 114         | 205          |
| 7.     | Mandy Wedowová       | Německo   | 68,82         | 94       | 111         | 205          |
| 8.     | Lucia Trojčáková     | Slovensko | 68,91         | 92       | 112         | 204          |

### Do 75 kg

#### Trh
| Pořadí | Závodník            | Stát                | Těl. hm. [kg] | 1. pok. [kg] | 2. pok. [kg] | 3. pok. [kg] | Výsledek [kg] |
| ------ | ------------------- | ------------------- | ------------- | ------------ | ------------ | ------------ | ------------- |
| 1.     | Natalja Zabolotná   | Rusko               | 74,98         | 118          | 123          | 127          | 123           |
| 2.     | Lidia Valentínová   | Španělsko           | 74,43         | 110          | 115          | 118          | 115           |
| 3.     | Teťána Žukovová     | Ukrajina            | 74,65         | 92           | 95           | 98           | 98            |
|        | Olivera Jurićová    | Bosna a Hercegovina | 74,30         | 93           | 95           | 97           | 97            |
| 4.     | Yvonne Kranzová     | Německo             | 74,59         | 97           | 97           | 97           | 97            |
| 5.     | Raquel Alonsová     | Španělsko           | 73,78         | 80           | 85           | 88           | 85            |
| 6.     | Alexandra Molnárová | Maďarsko            | 69,37         | 80           | 85           | 85           | 80            |
| 7.     | Sibel Altıntaşová   | Turecko             | 70,27         | 70           | 70           | 77           | 77            |
| 8.     | Giada Dijustová     | Itálie              | 71,87         | 70           | 74           | 77           | 77            |

#### Nadhoz
| Pořadí | Závodník               | Stát                | Těl. hm. [kg] | 1. pok. [kg] | 2. pok. [kg] | 3. pok. [kg] | Výsledek [kg] |
| ------ | ---------------------- | ------------------- | ------------- | ------------ | ------------ | ------------ | ------------- |
| 1.     | Hripsimé Churšudjanová | Arménie             | 74,75         | 135          | 140          | 141          | 141           |
| 2.     | Natalja Zabolotná      | Rusko               | 74,98         | 135          | 140          | 141          | 141           |
| 3.     | Lidia Valentínová      | Španělsko           | 74,43         | 130          | 135          | 135          | 130           |
| 4.     | Yvonne Kranzová        | Německo             | 74,59         | 123          | 123          | 129          | 123           |
|        | Olivera Jurićová       | Bosna a Hercegovina | 74,30         | 117          | 120          | 122          | 120           |
| 5.     | Teťána Žukovová        | Ukrajina            | 74,65         | 115          | 120          | 120          | 115           |
| 6.     | Raquel Alonsová        | Španělsko           | 73,78         | 100          | 105          | 110          | 105           |
| 7.     | Sibel Altıntaşová      | Turecko             | 70,27         | 90           | 95           | 100          | 100           |
| 8.     | Alexandra Molnárová    | Maďarsko            | 69,37         | 98           | 102          | 102          | 98            |

#### Dvojboj
| Pořadí | Závodník            | Stát                | Těl. hm. [kg] | Trh [kg] | Nadhoz [kg] | Dvojboj [kg] |
| ------ | ------------------- | ------------------- | ------------- | -------- | ----------- | ------------ |
| 1.     | Natalja Zabolotná   | Rusko               | 74,98         | 123      | 141         | 264          |
| 2.     | Lidia Valentínová   | Španělsko           | 74,43         | 115      | 130         | 245          |
| 3.     | Yvonne Kranzová     | Německo             | 74,59         | 97       | 123         | 220          |
|        | Olivera Jurićová    | Bosna a Hercegovina | 74,30         | 97       | 120         | 217          |
| 4.     | Teťána Žukovová     | Ukrajina            | 74,65         | 98       | 115         | 213          |
| 5.     | Raquel Alonsová     | Španělsko           | 73,78         | 85       | 105         | 190          |
| 6.     | Alexandra Molnárová | Maďarsko            | 69,37         | 80       | 98          | 178          |
| 7.     | Sibel Altıntaşová   | Turecko             | 70,27         | 77       | 100         | 177          |
| 8.     | Giada Dijustová     | Itálie              | 71,87         | 77       | 93          | 170          |

### Nad 75 kg

#### Trh
| Pořadí | Závodník               | Stát      | Těl. hm. [kg] | 1. pok. [kg] | 2. pok. [kg] | 3. pok. [kg] | Výsledek [kg] |
| ------ | ---------------------- | --------- | ------------- | ------------ | ------------ | ------------ | ------------- |
| 1.     | Olha Korobková         | Ukrajina  | 165,10        | 120          | 127          | 134          | 127           |
| 2.     | Julija Dovhalová       | Ukrajina  | 93,62         | 110          | 114          | 118          | 118           |
| 3.     | Magdalena Ufnalová     | Polsko    | 121,89        | 105          | 110          | 112          | 110           |
| 4.     | Jordanka Apostolovová  | Bulharsko | 99,06         | 105          | 107          | 107          | 107           |
| 5.     | Julija Muratovová      | Rusko     | 93,86         | 105          | 110          | 110          | 105           |
| 6.     | Kathleen Schöppeová    | Německo   | 89,61         | 96           | 100          | 100          | 100           |
| 7.     | Annarosa Campaldiniová | Itálie    | 92,94         | 82           | 88           | 91           | 91            |
| 8.     | Derya Açıkgözová       | Turecko   | 96,61         | 82           | 90           | 95           | 90            |

#### Nadhoz
| Pořadí | Závodník               | Stát      | Těl. hm. [kg] | 1. pok. [kg] | 2. pok. [kg] | 3. pok. [kg] | Výsledek [kg] |
| ------ | ---------------------- | --------- | ------------- | ------------ | ------------ | ------------ | ------------- |
| 1.     | Olha Korobková         | Ukrajina  | 165,10        | 150          | 155          | ---          | 150           |
| 2.     | Julija Dovhalová       | Ukrajina  | 93,62         | 135          | 140          | 140          | 140           |
| 3.     | Kathleen Schöppeová    | Německo   | 89,61         | 125          | 129          | 132          | 129           |
| 4.     | Julija Muratovová      | Rusko     | 93,86         | 127          | 132          | 132          | 127           |
| 5.     | Magdalena Ufnalová     | Polsko    | 121,89        | 127          | 131          | 131          | 127           |
| 6.     | Derya Açıkgözová       | Turecko   | 96,61         | 113          | 120          | 125          | 125           |
| 7.     | Jordanka Apostolovová  | Bulharsko | 99,06         | 125          | 130          | 130          | 125           |
| 8.     | Annarosa Campaldiniová | Itálie    | 92,94         | 102          | 112          | 115          | 115           |

#### Dvojboj
| Pořadí | Závodník               | Stát      | Těl. hm. [kg] | Trh [kg] | Nadhoz [kg] | Dvojboj [kg] |
| ------ | ---------------------- | --------- | ------------- | -------- | ----------- | ------------ |
| 1.     | Olha Korobková         | Ukrajina  | 165,10        | 127      | 150         | 277          |
| 2.     | Julija Dovhalová       | Ukrajina  | 93,62         | 118      | 140         | 258          |
| 3.     | Magdalena Ufnalová     | Polsko    | 121,89        | 110      | 127         | 237          |
| 4.     | Julija Muratovová      | Rusko     | 93,86         | 105      | 127         | 232          |
| 5.     | Jordanka Apostolovová  | Bulharsko | 99,06         | 107      | 125         | 232          |
| 6.     | Kathleen Schöppeová    | Německo   | 89,61         | 100      | 129         | 229          |
| 7.     | Derya Açıkgözová       | Turecko   | 96,61         | 90       | 125         | 215          |
| 8.     | Annarosa Campaldiniová | Itálie    | 92,94         | 91       | 115         | 206          |